# Jože Kuralt
Jože Kuralt (Škofja Loka, 28 novembre 1957 – Sachsenburg, 24 marzo 1986) è stato uno sciatore alpino jugoslavo dal 1991 sloveno, che gareggiò per la nazionale jugoslava.

## Biografia
Kuralt, specialista delle prove tecniche, esordì in Coppa del Mondo il 9 gennaio 1977 a Garmisch-Partenkirchen in slalom gigante, senza qualificarsi per la seconda manche, e ai Campionati mondiali a Garmisch-Partenkirchen 1978, dove si classificò 38º nello slalom gigante e non completò lo slalom speciale; il 7 febbraio 1979 conquistò a Oslo in slalom speciale il primo piazzamento a punti in Coppa del Mondo (10º) e l'anno dopo ai XIII Giochi olimpici invernali di Lake Placid 1980, sua prima presenza olimpica, fu 13º nello slalom speciale e non concluse lo slalom gigante.
Ai Mondiali di Schladming 1982 non completò né lo slalom gigante né lo slalom speciale e ai XIV Giochi olimpici invernali di Sarajevo 1984, sua ultima presenza olimpica, si classificò nuovamente 13º nello slalom speciale; ai Mondiali di Bormio 1985, sua ultima presenza iridata, non completò lo slalom speciale. In Coppa del Mondo conquistò il miglior piazzamento il 21 gennaio 1986 a Parpan in slalom speciale (4º); nello stesso anno ottenne gli ultimi punti, il 2 febbraio a Wengen nella medesima specialità (14º), l'ultimo piazzamento, il 28 febbraio a Hemsedal in supergigante (21º), e prese per l'ultima volta il via, il 2 marzo a Geilo in slalom speciale senza completare la gara. Morì pochi giorni più tardi in un incidente automobilistico, a Sachsenburg il 24 marzo.

## Palmarès

### Coppa del Mondo
- Miglior piazzamento in classifica generale: 33º nel 1979

### Campionati jugoslavi
- - 3 ori (slalom gigante, combinata nel 1980; slalom gigante nel 1981)[10]